# Poltergeist de Enfield

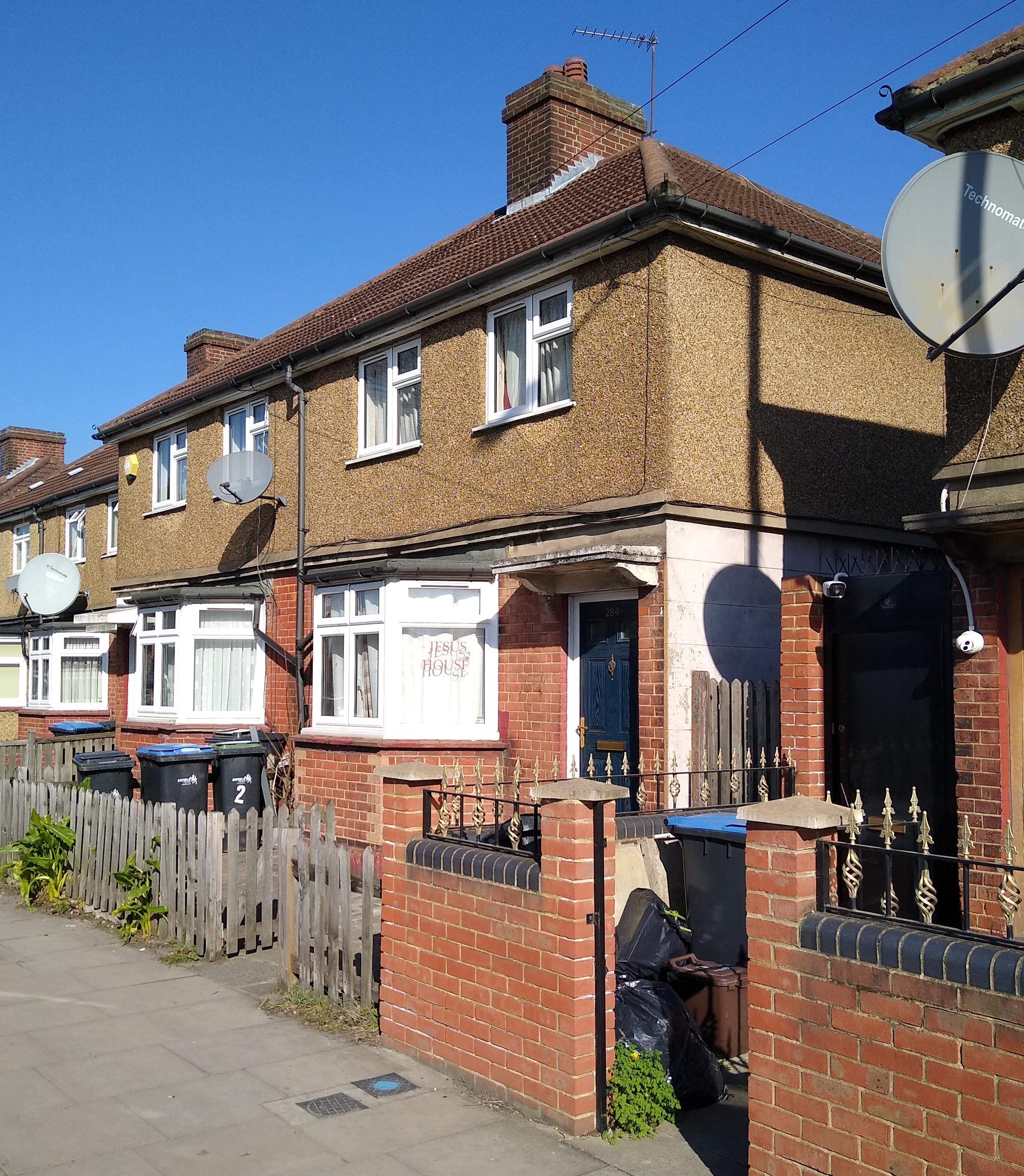
284 Green Street, Enfield; a casa onde os eventos sobrenaturais teriam ocorrido.

Poltergeist de Enfield (em inglês: Enfield Poltergeist) é o nome dado às reivindicações de atividade poltergeist em uma casa em Brimsdown, Enfield, Inglaterra, entre 1977 e 1979, envolvendo duas irmãs, com idades entre 11 e 13 anos. Alguns membros da Sociedade de Pesquisas Psíquicas, como o inventor Maurice Grosse e  o escritor Guy Lyon Playfair, acreditavam que a assombração era genuína, enquanto outros, como os professores de psicologia, Anita Gregory e John Beloffwere, "não estavam convencidos" e encontraram evidências de que as meninas tinham falsificado incidentes para benefício dos repórteres. Os membros do Comité para a Investigação Cética, incluindo mágicos de palco, como Milbourne Christopher, Joe Nickell e Bob Couttie, investigaram os incidentes e criticaram os investigadores paranormais por serem excessivamente crédulos, identificar várias características do caso como sendo indicativo de uma farsa. A história atraiu boa cobertura da imprensa em jornais britânicos, como o Daily Mail e Daily Mirror, e tem sido o tema de livros, destaque em documentários de televisão, e dramatizado em filmes de terror como Invocação do Mal 2, por exemplo.

## Reivindicações
Em agosto de 1977, Peggy Hodgson chamou a polícia à sua casa alugada em Enfield após suas duas filhas, Janet e Margaret, alegarem que a mobília estava se movendo e que ouviram sons de batidas vindas das paredes. As crianças incluíam Margaret, de 13 anos, Janet, de 11, Johnny, de 10 e Billy, de 7. Um policial viu uma marca de cadeira no chão, mas não foi possível determinar se moveu por si só ou foi empurrado por alguém. As reivindicações posteriores incluíram supostas vozes de demônios, ruídos altos, sons de brinquedos sendo jogados, cadeiras sendo derrubadas e a levitação de crianças. Relatos de novos incidentes na casa atraíram considerável atenção da imprensa e, como mencionado anteriormente, a história acabou por atrair a atenção e cobertura de jornais britânicos, como o Daily Mail e o Daily Mirror até que os relatórios chegaram ao fim em 1979. No Halloween de 2011, a BBC News lançou comentários de uma entrevista de rádio com o fotógrafo Graham Morris, que afirmou que muitos dos eventos eram genuínos.

## Acusação de fraude
Os membros da Sociedade de Pesquisas Psíquicas, Maurice Grosse e Guy Lyon Playfair, disseram que "curiosos assobios e ruídos de latidos vinham da direção de Janet." Embora Playfair, mantendo a assombração como genuína, como escrito em seu livro mais tarde This House is Haunted: The True Story of a Poltergeist (1980), que uma "entidade" era a culpada pelos distúrbios, muitas vezes duvidou da veracidade do que as  crianças relatavam e se perguntava se elas estavam fazendo truques e exagerando. Ainda assim, Grosse e Playfair acreditavam que mesmo com alguns alegando que as atividades poltergeist foram falsificadas pelas meninas, outros incidentes eram genuínos.Janet foi detectada em artifícios. Havia uma câmera de vídeo na sala ao lado que a flagrou entortando colheres e tentando dobrar uma barra de ferro. Grosse tinha observado Janet batendo um cabo de vassoura no teto e escondendo seu gravador. Quando Janet e Margaret admitiram suas brincadeiras com os repórteres, Grosse e Playfair obrigaram as meninas a retirar a sua confissão. Eles foram ridicularizados por outros pesquisadores por terem sido facilmente enganados. O pesquisador psíquico Renée Haynes observou que as dúvidas foram levantadas sobre a suposta voz do poltergeist na Segunda Conferência da SPR International em Cambridge em 1978, onde fitas de vídeo cassete usadas para documentar o caso foram examinadas. A investigadora da SPR, Anita Gregory começou dizendo que o caso Poltergeist de Enfield tinha sido "superestimado", caracterizando vários episódios do comportamento das meninas como "suspeito" e especulou que as meninas tinham "encenado" alguns incidentes em benefício dos repórteres que procuravam uma história sensacional. John Beloffa, o ex-presidente da SPR investigou e sugeriu que Janet estava praticando ventriloquismo. Ambos Beloff e Gregory chegaram à conclusão de que Janet e Margaret estavam brincando com os investigadores.

## Crítica
Em uma entrevista de televisão para a BBC Escócia, Janet foi observada tentando ganhar a atenção acenando com a mão, e em seguida, colocando a mão na frente da boca, enquanto uma voz,que afirmava estar "desencarnada", foi ouvida. Durante a entrevista as duas meninas foram convidadas a responder "Qual é a sensação de ser assombrada por um poltergeist?" Janet respondeu "Não estou sendo assombrada" e Margaret interrompeu "Cale a boca". Esses fatores têm sido considerados por céticos como prova contra o caso. Os céticos também observaram que a suposta voz do poltergeist que se originou a partir de Janet foi produzido por cordas vocais falsas acima da laringe e teve a fraseologia e vocabulário de uma criança. Maurice Grosse fez gravações de Janet, e acreditava que não havia nenhum truque envolvido, mas o mago Bob Couttie escreveu, "ele fez algumas das gravações disponíveis para mim e, depois de ouvi-las com muito cuidado, eu cheguei a conclusão de que não havia nada no que eu tinha ouvido falar que foi além das capacidades de um adolescente imaginativo".
O cético Joe Nickell examinou os resultados de investigadores paranormais e os criticou por ser extremamente crédulos; quando uma voz demoníaca, supostamente sem corpo foi ouvida, Playfair observou que, "como sempre lábios de Janet não parecia estar se movendo." Nickell escreveu que havia um problema na gravação da fita que Grosse atribuía à atividade sobrenatural e o presidente da Society for Psychical Research, David Fontana descreveu como um acontecimento "que pareceu desafiar as leis da mecânica" era meramente um congestionamento peculiar comum do modelo antigo em gravadores com tape deck de rolo.
Nickell afirma que uma máquina fotográfica por controle remoto (o fotógrafo não estava presente no quarto com as meninas) programada para tirar uma foto a cada 15 segundos que supostamente "gravaram a atividade poltergeist em movimento filme pela primeira vez" foi mostrado pelo investigador Melvin Harris que revelam brincadeiras das meninas. Uma foto supostamente representando Janet "levitando" no meio do ar mostra, na verdade, ela saltando na cama, como se fosse um trampolim. Harris chamou as fotos exemplos de comuns "ginástica", e disse: "É bom lembrar que Janet era uma campeã de esportes da escola!" Nickell também escreveu que o demonologista Ed Warren foi "notório por exagerar e até mesmo tornando-se incidentes em tais casos, muitas vezes transformando um caso de "assombração" em "possessão demoníaca". Em uma entrevista ao Daily Mail, a já adulta Janet admitiu que ela e sua irmã tinha falsificado "2 por cento" dos fenômenos, o que levou Nickell a comentar em outra publicação, "a evidência sugere que este número está mais perto de 100 por cento". Como "um mágico experiente na dinâmica da malandragem" Nickell analisou o relato de Playfair, bem como recortes de imprensa contemporâneos. Ele observou que o suposto poltergeist  "tendia a agir somente quando ele não estava sendo observado" e concluiu que os incidentes foram melhor explicados como brincadeiras infantis. De acordo com Nickell:
"Novamente em outros surtos 'poltergeist', testemunhas relataram um objeto saltando de seu lugar de descanso, supostamente por conta própria, quando é provável que o autor tinha obtido secretamente o objeto em algum momento mais cedo e esperou por uma oportunidade para arremessá-lo, mesmo do lado de fora da sala de, assim, supostamente provando que ele ou ela era inocente ". O mágico americano Milbourne Christopher investigou, não observou qualquer coisa que poderia ser chamado de paranormal, e ficou consternado com o que ele sentia ser atividade suspeita por parte de Janet. Christopher viria a concluir que "o poltergeist era nada mais do que as travessuras de uma menina que queria causar problemas e que era muito, muito, inteligente." Em 2015, Deborah Hyde comentou que não havia nenhuma evidência sólida para o poltergeist de Enfield:. "... A primeira coisa a notar é que as ocorrências não aconteceram em circunstâncias controladas, as pessoas frequentemente veem o que elas esperam ver, os seus sentidos sendo organizados e moldados por suas experiências anteriores e crenças ".